# 阿斯塔拉河
38°26′31″N 48°52′55″E / 38.442°N 48.882°E
阿斯塔拉河是西亞的河流，流經伊朗和阿塞拜疆，河道全長38公里，流域面積242平方公里，流經厄爾布爾士山脈，最終注入裡海西南部。